# (12099) Meigooni
(12099) Meigooni (1998 HQ124) – planetoida z pasa głównego asteroid okrążająca Słońce w ciągu 3,58 lat w średniej odległości 2,34 j.a. Odkryta 23 kwietnia 1998 roku.